# Diego Alves
Diego Alves Carreira (Rio de Janeiro, 24 de junho de 1985) é um ex-futebolista brasileiro que atuava como goleiro. Ficou marcado como ídolo do Flamengo após a conquista da Libertadores de 2019 e é lembrado pelas suas defesas de pênaltis.

## Biografia
Em 25 de setembro de 2016, tornou-se o recordista de pênaltis defendidos na história do Campeonato Espanhol. Ao evitar o gol no pênalti de Alexander Szymanowski, do Leganés, ele ultrapassou Andoni Zubizarreta como o maior pegador de penalidades da história do torneio, com 17 defesas (em 39 cobranças), contra 16 (em 107 cobranças) do ex-jogador do Barcelona.
Em 29 de abril de 2017, bateu o recorde histórico de mais pênaltis defendidos em uma temporada da La Liga, com seis cobranças defendidas, superando Pepe Reina e Manzanedo (cinco cada um).
No retrospecto geral, tem mais êxitos nas cobranças de pênalti do que gols sofridos. Nas 54 cobranças de pênaltis contra ele, o resultado geral são 26 defesas, um chute contra ele pra fora e um na trave, as outras 26 foram convertidas em gols.
Em 2020, foi eleito pelo site "WhoScored", especializado em estatísticas do futebol, como o goleiro dos anos 2010 do Campeonato Espanhol.
Em 2 de outubro de 2017, defendeu sua primeira cobrança de pênalti pelo Flamengo, cobrado por Lucca, em jogo contra a Ponte Preta, pelo Campeonato Brasileiro.

## Clubes

### Botafogo de Ribeirão Preto
Diego Alves começou sua carreira no Botafogo de Ribeirão Preto onde reside sua família, em 2001, onde disputou diversos torneios internacionais, como: Nokia Debitel Cup em Dusseldorf, LZO Cup em Bremen e Finaznzgruppe Cup em Oberndorf, todos os torneios disputados em 2003, e em todos foi eleito o melhor goleiro do campeonato.

### Atlético Mineiro
Em 2004, Diego se transferiu para o Atlético Mineiro para integrar a equipe juniores, subindo para equipe principal em 2005, quando fez sua estreia, no Campeonato Mineiro de 2005, em goleada por 4–1 sobre a URT.
Diego ajudou o grupo a conquistar o Brasileirão da Série B de 2006 e retornar a elite do futebol brasileiro, sendo um dos destaques da equipe como o melhor goleiro da competição.
Em 2007 conquistou o Campeonato Mineiro, competição em que também foi eleito o melhor goleiro.

### Almería
Em junho de 2007, foi comprado por 2,50 milhões de euros pelo Almería, da Espanha. Com poucos meses atuando no futebol espanhol, conseguiu um feito histórico: quebrou o recorde do goleiro Iker Casillas, ex-Real Madrid, ao ficar 618 minutos sem sofrer gols. Considerado pela imprensa espanhola como um dos principais goleiros em atividade no país, conseguiu a façanha de defender o maior número de pênaltis em apenas uma temporada da La Liga: foram sete defesas em 13 cobranças – sendo um deles batido por Cristiano Ronaldo.

### Valencia

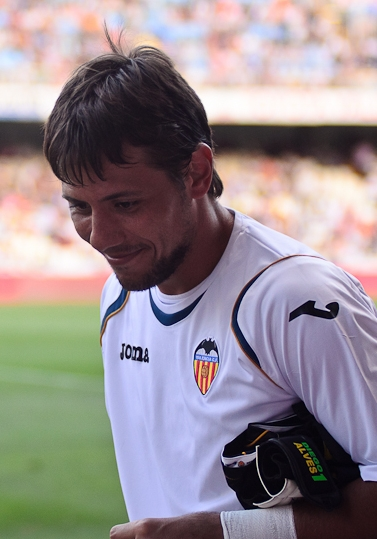
Diego quando atuava pelo em 2011

Em 4 de junho de 2011, foi apresentado oficialmente ao Valencia, numa transação que custou 3 milhões de euros. Em 23 de maio de 2015 sofreu grave lesão no joelho, retornando aos gramados somente nove meses depois, em 13 de fevereiro de 2016. Em 2 de abril de 2017, Diego Alves ampliou o recorde de pênaltis defendidos na história do Campeonato Espanhol. Na vitória do Valencia de 3x0 contra o Deportivo La Coruña defendeu a cobrança de Fayçal Fajr, totalizando 24 defesas (em 50 cobranças).

### Flamengo

#### 2017
Em 16 de julho de 2017, por meio de um comunicado oficial, o Valencia anunciou a transferência de Diego Alves para o Flamengo.
O contrato de Diego Alves com o Flamengo será até o fim de 2020 e ele terá um salário de R$ 500 mil, metade do que recebia no exterior. Para contratá-lo, o clube pagou 300 mil euros (R$ 1,09 milhão) parcelados ao Valencia. O jogador veio para o Flamengo também com o intuito de ter mais chances de atuar pela Seleção Brasileira, na Copa do Mundo de 2018, pois acredita que jogando no Brasil teria mais visibilidade, e assim, mais chances de ser convocado pelo técnico Tite.
Por ter sido contratado no meio do ano, Diego Alves não pôde ser inscrito pelo clube na Copa do Brasil, visto que o prazo de inscrição para essa competição se encerrou em 24 de abril de 2017.
Fez sua estreia no dia 30 de julho de 2017, na partida em que o Flamengo empatou em 1 a 1 contra o Corinthians, na Arena Corinthians.
No dia 23 de novembro de 2017, Diego Alves sofreu uma grave lesão, fraturando a clavícula em uma dividida com Gonzalez, jogador do Junior Barranquilla, pelas semifinais da Copa Sul-Americana no Maracanã, no primeiro jogo da decisão. Devido à lesão, ficou de fora do restante da temporada.

#### 2018
Voltou aos campos somente em 2018. Vivendo novamente uma boa fase, era o craque do Brasileirão, segundo a ESPN, até a 9.a rodada do certame.
Já no final do ano, quando a equipe era treinada por Dorival Júnior, Diego Alves se indispôs com o treinador. Conforme relatado pela imprensa, após voltar de lesão, Diego Alves teria ficado insatisfeito por ter perdido a posição de titular, e teria dito ao treinador que não viajaria com a equipe para o jogo contra a equipe do Paraná pelo campeonato Brasileiro daquele ano. Por conta desse episódio, Diego Alves foi afastado do elenco. Com a contratação do técnico Abel Braga, Diego retomou sua titularidade.

#### 2019
Em 05 de março de 2019, teve sua melhor atuação pela equipe até então, na vitória de 1x0 contra o San José, da Bolívia, pela Libertadores. Jogando na altitude - o que dificulta a vida do goleiro - ele realizou nove defesas, sendo três delas consideradas difíceis. Por conta disso, foi considerado o melhor jogador da partida.
O goleiro também se destacou na goleada de 4 a 1 pra cima do Vasco, valida pela decima quinta rodada do Campeonato Brasileiro, após defender dois pênaltis na mesma partida.
No dia 27 de outubro de 2019, em jogo contra o CSA, Diego fez outra grande partida, fazendo defesas importantíssimas para manter a vitória de 1 a 0 para o Flamengo.

#### 2020
Em 30 de agosto, na vitória de 1 a 0 sobre o Santos, Diego acabou sofrendo uma lesão no ombro esquerdo que o deixou de fora de 20 jogos.
Retornou somente em 11 de novembro, na derrota de 2 a 1 para o São Paulo no jogo de ida das semifinais da Copa do Brasil, mas acabou substituído aos 11 minutos do 2° tempo por sentir câimbras.
No dia 18 de dezembro de 2020, após meses de negociação e desentendimentos com a diretoria quanto as bases salariais, foi anunciado sua renovação de contrato até o final de 2021.

#### 2021
Diego foi o grande nome da final da Supercopa do Brasil de 2021, ao defender 3 pênaltis e ajudar o Flamengo a garantir o bicampeonato da competição, após o empate de 2–2 com o Palmeiras, vencendo nas penalidades por 6–5.
Em 19 de setembro, defendeu um pênalti de Borja na derrota de 1–0 para o Grêmio, evitando uma derrota maior. Em 17 de outubro, completou 200 jogos com a camisa do rubro-negro no empate de 0–0 com o Cuiabá na 23.ª rodada.

#### 2022
Diego começou o ano de 2022 no banco de reservas, e quando teve oportunidade de ser titular, falhou nos dois gols sofridos pelo Flamengo em partida contra o Resende.
Aos 17 minutos do segundo do jogo Flamengo 1 x 2 Avaí, Diego encerrou sua passagem pelo Rubro-negro carioca, ele foi contratado em 2017 para dar fim ao problema na meta rubro-negra e se tornou uma referência
Diego defendeu a meta rubro-negra 217 vezes e venceu: Brasileirão 2019 e 2020; Libertadores 2019 e 2022; Supercopa do Brasil 2020 e 2021; Copa do Brasil 2022; Recopa Sul-Americana 2020; Carioca 2019, 2020 e 2021.

### Celta de Vigo
Em 6 de fevereiro, O Dia informou que o atleta acertou o retorno ao futebol espanhol para jogar no Celta de Vigo. O goleiro viajou para a Espanha para realizar os exames médicos e assinar um contrato válido até o final desta temporada. O futebolista brasileiro não atuava em uma partida desde 12 de novembro de 2022 — na partida válida pela última rodada do Campeonato Brasileiro, quando o Flamengo foi derrotado pelo Avaí por 2–1. Ele disputaria a vaga no gol, com o também veterano goleiro argentino Agustín Marchesín. O Celta de Vigo estava na 12.ª posição no Campeonato Espanhol, com 23 pontos.
Em 8 de fevereiro, o clube anunciou o retorno do goleiro ao futebol espanhol — onde atuou nove anos e meio, entre 2007 e 2016. O contrato com o Celta de Vigo seria válido até o final desta temporada e o principal objetivo era substituir Marchesín, que se lesionou.
No dia 14 de abril, chegou ao fim a curtíssima passagem do goleiro Diego Alves pelo Celta de Vigo, da Espanha. Visto que após sofrer uma grave lesão no joelho, ele rescindiu com a equipe após 65 dias no clube.

## Aposentadoria
No dia 21 de janeiro de 2025, Diego Alves anunciou que encerrou sua carreira como atleta.

## Seleção Brasileira

### Sub-19, Sub-20 e Sub-21
Ainda nas categorias de base do Pantera e, posteriormente, Galo, fez parte de várias listas de convocação da Seleção inferiores, como nos torneios: Copa Sendai Sub-19 de 2003, Torneio Internacional de Toulon Sub-21 de 2004, Torneio Internacional de Busan Sub-20 de 2004, Copa Internacional do Mediterrâneo Sub-19 de 2004, Campeonato Sul-Americano Sub-20 de 2005, na Colômbia, e Copa do Mundo FIFA Sub-20 de 2005, na Holanda.

### Sub-23
Foi convocado para as Olimpíadas 2008.

### Principal

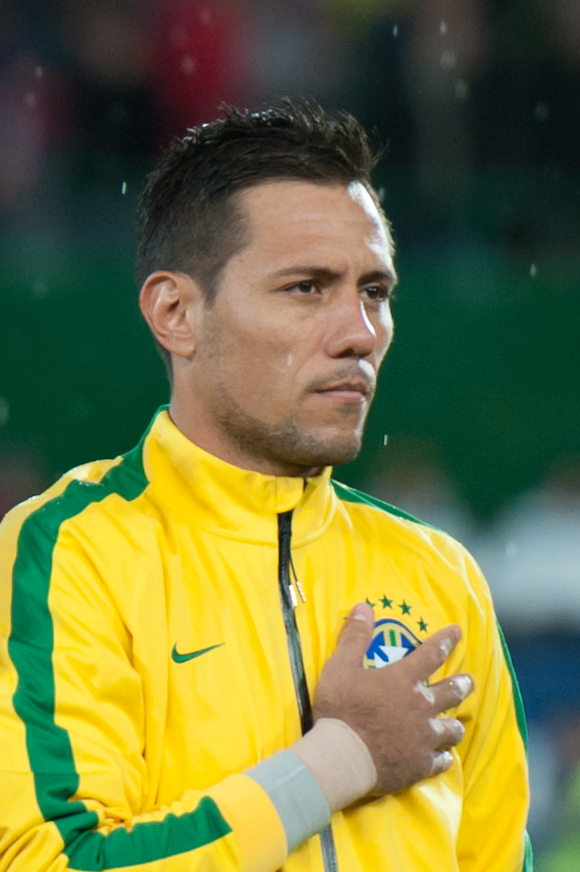
Diego na Seleção Brasileira em 2014.

Diego Alves foi pré-convocado para a Copa América de 2007 por Dunga. Porém, não fez parte da lista final.
No dia 20 de agosto de 2010, veio a sua primeira convocação para a Seleção. Diego foi convocado por Mano Menezes para um período de treinos na Europa. Estreou pela Seleção em 10 de novembro de 2011 em partida amistosa contra o Gabão. Se firmou no gol da Seleção por alguns jogos, mas teve seu trabalho interrompido após a demissão de Mano Menezes ao final de 2012.
Com Luís Felipe Scolari, ele foi convocado para o amistoso contra a Inglaterra, quando ficou no banco de reservas.
Na volta de Dunga, Diego Alves estava na lista de convocados para a disputa da Copa América de 2015, porém foi cortado devido a grave lesão no joelho direito sofrida em partida da Liga espanhola em 23 de maio de 2015. Integrou o elenco para a disputa da Copa América Centenário em 2016.

## Estatísticas
Atualizadas até 27 de fevereiro de 2022

### Clubes
| Equipe            | Temporada         | Campeonato nacional | Campeonato nacional | Campeonato nacional | Copa nacional[a] | Copa nacional[a] | Copa nacional[a] | Competições continentais[b] | Competições continentais[b] | Competições continentais[b] | Outros torneios[c] | Outros torneios[c] | Outros torneios[c] | Total | Total | Total   |
| Equipe            | Temporada         | Jogos               | Gols                | Assist.             | Jogos            | Gols             | Assist.          | Jogos                       | Gols                        | Assist.                     | Jogos              | Gols               | Assist.            | Jogos | Gols  | Assist. |
| ----------------- | ----------------- | ------------------- | ------------------- | ------------------- | ---------------- | ---------------- | ---------------- | --------------------------- | --------------------------- | --------------------------- | ------------------ | ------------------ | ------------------ | ----- | ----- | ------- |
| Atlético Mineiro  | 2005              | 1                   | 0                   | 0                   | 0                | 0                | 0                | —                           | —                           | —                           | 2                  | 0                  | 0                  | 3     | 0     | 0       |
| Atlético Mineiro  | 2006              | 24                  | 0                   | 0                   | 0                | 0                | 0                | —                           | —                           | —                           | 0                  | 0                  | 0                  | 24    | 0     | 0       |
| Atlético Mineiro  | 2007              | 13                  | 0                   | 0                   | 7                | 0                | 0                | —                           | —                           | —                           | 14                 | 0                  | 0                  | 34    | 0     | 0       |
| Atlético Mineiro  | Total             | 38                  | 0                   | 0                   | 7                | 0                | 0                | 0                           | 0                           | 0                           | 16                 | 0                  | 0                  | 61    | 0     | 0       |
| Almería           | 2007–08           | 22                  | 0                   | 0                   | 2                | 0                | 0                | —                           | —                           | —                           | —                  | —                  | —                  | 24    | 0     | 0       |
| Almería           | 2008–09           | 31                  | 0                   | 0                   | 0                | 0                | 0                | —                           | —                           | —                           | —                  | —                  | —                  | 31    | 0     | 0       |
| Almería           | 2009–10           | 37                  | 0                   | 0                   | 0                | 0                | 0                | —                           | —                           | —                           | —                  | —                  | —                  | 37    | 0     | 0       |
| Almería           | 2010–11           | 33                  | 0                   | 0                   | 0                | 0                | 0                | —                           | —                           | —                           | —                  | —                  | —                  | 33    | 0     | 0       |
| Almería           | Total             | 123                 | 0                   | 0                   | 2                | 0                | 0                | 0                           | 0                           | 0                           | 0                  | 0                  | 0                  | 125   | 0     | 0       |
| Valencia          | 2011–12           | 12                  | 0                   | 0                   | 6                | 0                | 0                | 12                          | 0                           | 0                           | —                  | —                  | —                  | 30    | 0     | 0       |
| Valencia          | 2012–13           | 24                  | 0                   | 0                   | 1                | 0                | 0                | 2                           | 0                           | 0                           | —                  | —                  | —                  | 27    | 0     | 0       |
| Valencia          | 2013–14           | 27                  | 0                   | 0                   | 1                | 0                | 0                | 7                           | 0                           | 0                           | —                  | —                  | —                  | 35    | 0     | 0       |
| Valencia          | 2014–15           | 37                  | 0                   | 0                   | 0                | 0                | 0                | —                           | —                           | —                           | 3                  | 0                  | 0                  | 40    | 0     | 0       |
| Valencia          | 2015–16           | 13                  | 0                   | 0                   | —                | —                | —                | 0                           | 0                           | 0                           | —                  | —                  | —                  | 13    | 0     | 0       |
| Valencia          | 2016–17           | 33                  | 0                   | 0                   | 0                | 0                | 0                | —                           | —                           | —                           | —                  | —                  | —                  | 33    | 0     | 0       |
| Valencia          | Total             | 146                 | 0                   | 0                   | 8                | 0                | 0                | 21                          | 0                           | 0                           | 3                  | 0                  | 0                  | 178   | 0     | 0       |
| Flamengo          | 2017              | 19                  | 0                   | 0                   | —                | —                | —                | 5                           | 0                           | 0                           | —                  | —                  | —                  | 24    | 0     | 0       |
| Flamengo          | 2018              | 23                  | 0                   | 0                   | 6                | 0                | 0                | 8                           | 0                           | 0                           | 7                  | 0                  | 0                  | 44    | 0     | 0       |
| Flamengo          | 2019              | 32                  | 0                   | 0                   | 4                | 0                | 0                | 12                          | 0                           | 0                           | 14                 | 0                  | 0                  | 62    | 0     | 0       |
| Flamengo          | 2020              | 10                  | 0                   | 0                   | 2                | 0                | 0                | 6                           | 0                           | 0                           | 11                 | 0                  | 0                  | 29    | 0     | 0       |
| Flamengo          | 2021              | 24                  | 0                   | 0                   | 6                | 0                | 0                | 9                           | 0                           | 0                           | 7                  | 0                  | 0                  | 46    | 0     | 0       |
| Flamengo          | 2022              | 5                   | 0                   | 0                   | 1                | 0                | 0                | 0                           | 0                           | 0                           | 2                  | 0                  | 0                  | 8     | 0     | 0       |
| Flamengo          | Total             | 113                 | 0                   | 0                   | 19               | 0                | 0                | 40                          | 0                           | 0                           | 40                 | 0                  | 0                  | 213   | 0     | 0       |
| Celta de Vigo     | 2022–23           | 0                   | 0                   | 0                   | 0                | 0                | 0                | —                           | —                           | —                           | —                  | —                  | —                  | 0     | 0     | 0       |
| Celta de Vigo     | Total             | 0                   | 0                   | 0                   | 0                | 0                | 0                | —                           | —                           | —                           | —                  | —                  | —                  | 0     | 0     | 0       |
| Total na carreira | Total na carreira | 420                 | 0                   | 0                   | 36               | 0                | 0                | 61                          | 0                           | 0                           | 59                 | 0                  | 0                  | 575   | 0     | 0       |

- a. ^ Jogos da Copa do Brasil e Copa Del Rey
- b. ^ Jogos da Liga Europa da UEFA, Liga dos Campeões da UEFA e Recopa Sul-Americana
- c. ^ Jogos do Campeonato Mineiro, Campeonato Carioca, Supercopa do Brasil e Copa do Mundo de Clubes da FIFA

### Seleção Brasileira
Abaixo estão listados todos jogos e gols do futebolista pela Seleção Brasileira, desde as categorias de base. Abaixo da tabela, clique em expandir para ver a lista detalhada dos jogos de acordo com a categoria selecionada.
Sub-19
| Ano   |       |      |         |       |
| Ano   | Jogos | Gols | Assist. | Média |
| ----- | ----- | ---- | ------- | ----- |
| 2003  | 0     | 0    | 0       | 0     |
| 2004  | 0     | 0    | 0       | 0     |
| Total | 0     | 0    | 0       | 0     |

Sub-19
| Ano   |       |      |         |       |
| Ano   | Jogos | Gols | Assist. | Média |
| ----- | ----- | ---- | ------- | ----- |
| 2004  | 0     | 0    | 0       | 0     |
| 2005  | 0     | 0    | 0       | 0     |
| Total | 0     | 0    | 0       | 0     |

Sub-21
| Ano   |       |      |         |       |
| Ano   | Jogos | Gols | Assist. | Média |
| ----- | ----- | ---- | ------- | ----- |
| 2004  | 0     | 0    | 0       | 0     |
| Total | 0     | 0    | 0       | 0     |

Sub-23 (Olímpico)
| Ano   |       |      |         |       |
| Ano   | Jogos | Gols | Assist. | Média |
| ----- | ----- | ---- | ------- | ----- |
| 2008  | 1     | 0    | 0       | 0     |
| Total | 1     | 0    | 0       | 0     |

|    | Data                | Local                                      | Resultado | Adversário      | Gols | Assist. | Competição |
| -- | ------------------- | ------------------------------------------ | --------- | --------------- | ---- | ------- | ---------- |
| 1. | 22 de junho de 2008 | Raulino de Oliveira, Volta Redonda, Brasil | 1–0       | Seleção Carioca | 0    | 0       | Amistoso   |

Seleção Principal
| Ano   |       |      |         |       |
| Ano   | Jogos | Gols | Assist. | Média |
| ----- | ----- | ---- | ------- | ----- |
| 2007  | 0     | 0    | 0       | 0     |
| 2010  | 0     | 0    | 0       | 0     |
| 2011  | 2     | 0    | 0       | 0     |
| 2012  | 5     | 0    | 0       | 0     |
| 2013  | 0     | 0    | 0       | 0     |
| 2014  | 2     | 0    | 0       | 0     |
| 2015  | 0     | 0    | 0       | 0     |
| 2016  | 0     | 0    | 0       | 0     |
| 2017  | 2     | 0    | 0       | 0     |
| Total | 10    | 0    | 0       | 0     |

|     | Data                   | Local                                          | Resultado | Adversário    | Gols | Assist. | Competição |
| --- | ---------------------- | ---------------------------------------------- | --------- | ------------- | ---- | ------- | ---------- |
| 1.  | 10 de novembro de 2011 | l'Amitié, Cotonou, Benim                       | 2–0       | Gabão         | 0    | 0       | Amistoso   |
| 2.  | 14 de novembro de 2011 | Ahmed bin Ali, Al Rayyan, Catar                | 2–0       | Egito         | 0    | 0       | Amistoso   |
| 3.  | 7 de setembro de 2012  | Morumbi, São Paulo, Brasil                     | 1–0       | África do Sul | 0    | 0       | Amistoso   |
| 4.  | 10 de setembro de 2012 | Arruda, Recife, Brasil                         | 8–0       | China         | 0    | 0       | Amistoso   |
| 5.  | 11 de outubro de 2012  | Swedbank, Malmö, Suécia                        | 6–0       | Iraque        | 0    | 0       | Amistoso   |
| 6.  | 16 de outubro de 2012  | Municipal de Wroclaw, Breslávia, Polônia       | 4–0       | Japão         | 0    | 0       | Amistoso   |
| 7.  | 14 de novembro de 2012 | MetLife, East Rutherford, Estados Unidos       | 1–1       | Colômbia      | 0    | 0       | Amistoso   |
| 8.  | 12 de novembro de 2014 | Şükrü Saraçoğlu, Istambul, Turquia             | 4–0       | Turquia       | 0    | 0       | Amistoso   |
| 9.  | 18 de novembro de 2014 | Ernst-Happel-Stadion, Viena, Áustria           | 2–1       | Áustria       | 0    | 0       | Amistoso   |
| 10. | 13 de junho de 2017    | Melbourne Cricket Ground, Melbourne, Austrália | 4–0       | Austrália     | 0    | 0       | Amistoso   |

### Pênaltis defendidos
Diego Alves tem a fama de ser um exímio pegador de pênaltis. Até julho de 2017, quando Diego retornou ao Campeonato Brasileiro, foram disputadas 54 cobranças de pênaltis contra ele em partidas oficiais, e o resultado geral eram 25 defesas, 1 chute contra ele pra fora e 1 na trave, e as outras 27 foram convertidas em gols. Ou seja, 27 cobranças não entraram, enquanto 27 se converteram em gol. Na Liga Espanhola, foram 22 defesas em 49 cobranças - além do recorde de seis defesas em 11 batidas na temporada 2016/2017.
Esta sua característica de pegador de pênaltis acabou lhe rendendo alguns recordes, a saber:
- Em 25 de setembro de 2016, Diego se tornou o recordista de pênaltis defendidos na história do Campeonato Espanhol. Ao evitar o gol no pênalti de Alexander Szymanowski, do Leganés, ele ultrapassou Andoni Zubizarreta como o maior pegador de penalidades da história do torneio, com 17 defesas (em 39 cobranças), contra 16 (em 107 cobranças) do ex-jogador do Barcelona.[5]
- Em 29 de abril de 2017, Diego mais uma vez fez história ao bater o recorde histórico de mais pênaltis defendidos em uma temporada de La Liga, com seis cobranças defendidas, superando Pepe Reina e Manzanedo (cinco cada um).[6]

Segundo Rogério Spinelli, treinador de goleiros que trabalhou com Diego Alves quando este era jogador do Botafogo-SP, desde a adolescência Diego já mostrava muita habilidade para defender pênaltis. Rogério conta que, aos 16 anos, Diego já treinava com os profissionais e sempre era convidado para participar das brincadeiras de cobranças de pênalti ao final dos treinos. As regras eram simples: quem pegasse mais cobranças tinha o direito de descansar, enquanto os derrotados tinham que correr em volta do gramado, sob forte sol, como castigo. Conforme relata Rogério: "O Diego ganhava sempre do Doni e do Marcão, depois ficava olhando eles correndo (risos). Ele era muito bom nos pênaltis, mesmo com 16, 17 anos. Foi ali que começou essa história dele pegar tantos".
Abaixo segue uma lista com todos os pênaltis cobrados contra o Diego Alves:
Futebol europeu
| #        | Data       | Torneio/Campeonato        | Equipe adversária      | Cobrador            | Resultado | Observação          | Ref.         |
| -------- | ---------- | ------------------------- | ---------------------- | ------------------- | --------- | ------------------- | ------------ |
| Almería  |            |                           |                        |                     |           |                     |              |
| 01       | 16/12/2007 | La Liga                   | Betis                  | Edu                 | Gol       |                     | [ 53 ]       |
| 02       | 06/04/2008 | La Liga                   | Atlético de Madrid     | Diego Forlán        | Gol       |                     | [ 53 ]       |
| 03       | 19/04/2008 | La Liga                   | Sevilla                | Kanouté             | Defesa    |                     | [ 53 ]       |
| 04       | 27/04/2008 | La Liga                   | Valladolid             | Víctor              | Defesa    |                     | [ 53 ]       |
| 05       | 31/08/2008 | La Liga                   | Athletic Bilbao        | Francisco Yeste     | Defesa    |                     | [ 53 ]       |
| 06       | 30/11/2008 | La Liga                   | Deportivo La Coruña    | Verdú               | Trave     |                     | [ 53 ]       |
| 07       | 01/02/2009 | La Liga                   | Valencia               | David Villa         | Gol       |                     | [ 53 ]       |
| 08       | 17/05/2009 | La Liga                   | Real Bétis             | Edu                 | Defesa    |                     | [ 53 ]       |
| 09       | 23/09/2009 | La Liga                   | Atlético Madrid        | Diego Forlán        | Fora      |                     | [ 53 ]       |
| 10       | 05/12/2009 | La Liga                   | Real Madrid            | Cristiano Ronaldo   | Defesa    |                     | [ 53 ]       |
| 11       | 07/02/2010 | La Liga                   | Sporting Gijon         | Diego Castro        | Gol       |                     | [ 53 ]       |
| 12       | 28/03/2010 | La Liga                   | Osasuña                | Javad Nekounam      | Defesa    |                     | [ 53 ]       |
| 13       | 11/04/2010 | La Liga                   | Athletic Bilbao        | Fernando Llorente   | Defesa    |                     | [ 53 ]       |
| 14       | 13/11/2010 | La Liga                   | Athletic Bilbao        | Mikel San José      | Defesa    |                     | [ 53 ]       |
| 15       | 05/12/2010 | La Liga                   | Zaragoza               | Gabi                | Gol       |                     | [ 53 ]       |
| 16       | 11/12/2010 | La Liga                   | Sevilla                | Kanouté             | Defesa    |                     | [ 53 ]       |
| 17       | 03/03/2011 | La Liga                   | Racing Santander       | Adrián González     | Defesa    |                     | [ 53 ]       |
| 18       | 09/04/2011 | La Liga                   | Barcelona              | Messi               | Gol       |                     | [ 53 ]       |
| Valencia |            |                           |                        |                     |           |                     | [ 53 ]       |
| 19       | 01/02/2012 | Copa do Rei da Espanha    | Barcelona              | Messi               | Defesa    |                     | [ 53 ]       |
| 20       | 08/03/2012 | Copa da UEFA              | PSV Eindhoven          | Toivonen            | Gol       |                     | [ 53 ]       |
| 21       | 28/07/2012 | Troféu Naranja            | Futebol Clube do Porto | Kléber              | Defesa    | Disputa de pênaltis | [ 53 ]       |
| 22       | 28/07/2012 | Troféu Naranja            | Futebol Clube do Porto | Juan Iturbe         | Fora      | Disputa de pênaltis | [ 53 ]       |
| 23       | 28/07/2012 | Troféu Naranja            | Futebol Clube do Porto | Kelvin              | Defesa    | Disputa de pênaltis | [ 53 ]       |
| 24       | 28/07/2012 | Troféu Naranja            | Futebol Clube do Porto | João Moutinho       | Trave     | Disputa de pênaltis | [ 53 ]       |
| 25       | 26/08/2012 | La Liga                   | Deportivo La Coruña    | Pizzi               | Gol       |                     | [ 53 ]       |
| 26       | 19/09/2012 | Liga dos Campeões da UEFA | Bayern de Munique      | Mandžukić           | Defesa    |                     | [ 53 ]       |
| 27       | 11/11/2012 | La Liga                   | Valladolid             | Vitolo              | Gol       |                     | [ 53 ]       |
| 28       | 01/12/2012 | La Liga                   | Real Sociedad          | Carlos Vela         | Gol       |                     | [ 53 ]       |
| 29       | 16/12/2012 | La Liga                   | Rayo Valecano          | Alejandro Domínguez | Gol       |                     | [ 53 ]       |
| 30       | 23/02/2013 | La Liga                   | Real Zaragoza          | Apoño               | Gol       |                     | [ 53 ]       |
| 31       | 15/12/2013 | La Liga                   | Atlético de Madrid     | Diego Costa         | Defesa    |                     | [ 53 ]       |
| 32       | 15/12/2013 | La Liga                   | Atlético de Madrid     | Diego Costa         | Gol       |                     | [ 53 ]       |
| 33       | 25/01/2014 | La Liga                   | Espanyol               | Sergio García       | Gol       |                     | [ 53 ]       |
| 34       | 01/02/2014 | La Liga                   | Barcelona              | Messi               | Gol       |                     | [ 53 ]       |
| 35       | 16/02/2014 | La Liga                   | Sevilla                | Ivan Rakitić        | Defesa    |                     | [ 53 ]       |
| 36       | 09/03/2014 | La Liga                   | Athletic Bilbao        | Aduriz              | Gol       |                     | [ 53 ]       |
| 37       | 13/03/2014 | Copa da UEFA              | Ludogorets             | Roman Bezjak        | Defesa    |                     | [ 53 ]       |
| 38       | 14/09/2014 | La Liga                   | Espanyol               | Sergio García       | Gol       |                     | [ 53 ]       |
| 39       | 04/10/2014 | La Liga                   | Atlético de Madrid     | Guilherme Siqueira  | Defesa    |                     | [ 53 ]       |
| 40       | 04/01/2015 | La Liga                   | Real Madrid            | Cristiano Ronaldo   | Gol       |                     | [ 53 ]       |
| 41       | 10/01/2015 | La Liga                   | Celta de Vigo          | Orellana            | Defesa    |                     | [ 53 ]       |
| 42       | 25/01/2015 | La Liga                   | Sevilla                | Carlos Bacca        | Gol       |                     | [ 53 ]       |
| 43       | 25/01/2015 | La Liga                   | Sevilla                | Carlos Bacca        | Defesa    |                     | [ 53 ]       |
| 44       | 21/02/2015 | La Liga                   | Sevilla                | Ghilas              | Gol       |                     | [ 53 ]       |
| 45       | 09/05/2015 | La Liga                   | Real Madrid            | Cristiano Ronaldo   | Defesa    |                     | [ 53 ]       |
| 46       | 02/04/2016 | La Liga                   | Las Palmas             | Jonathan Viera      | Gol       |                     | [ 53 ]       |
| 47       | 25/09/2016 | La Liga                   | Leganés                | Szymanowski         | Defesa    |                     | [ 53 ]       |
| 48       | 02/10/2016 | La Liga                   | Atlético de Madrid     | Griezmann           | Defesa    |                     | [ 53 ]       |
| 49       | 02/10/2016 | La Liga                   | Atlético de Madrid     | Gabi                | Defesa    |                     | [ 53 ]       |
| 50       | 22/10/2016 | La Liga                   | Barcelona              | Messi               | Gol       |                     | [ 53 ]       |
| 51       | 10/12/2016 | La Liga                   | Real Sociedad          | Carlos Vela         | Defesa    |                     | [ 53 ]       |
| 52       | 04/02/2017 | La Liga                   | Eibar                  | Adrián González     | Gol       |                     | [ 53 ]       |
| 53       | 19/03/2017 | La Liga                   | Barcelona              | Messi               | Gol       |                     |              |
| 54       | 02/04/2017 | La Liga                   | Deportivo La Coruña    | Fayçal Fajr         | Defesa    |                     |              |
| 55       | 06/04/2017 | La Liga                   | Celta de Vigo          | Iago Aspas          | Gol       |                     |              |
| 56       | 26/04/2017 | La Liga                   | Real Sociedad          | Willian José        | Gol       |                     |              |
| 57       | 29/04/2017 | La Liga                   | Real Madrid            | Cristiano Ronaldo   | Defesa    |                     | [ 6 ] [ 56 ] |

Flamengo
| #        | Data       | Torneio/Campeonato                       | Equipe Adversária   | Cobrador                | Resultado          | Observação          | Ref.   |
| -------- | ---------- | ---------------------------------------- | ------------------- | ----------------------- | ------------------ | ------------------- | ------ |
| Flamengo |            |                                          |                     |                         |                    |                     |        |
| 58       | 06/08/2017 | Campeonato Brasileiro                    | Vitória             | Neílton                 | Gol                |                     | [ 57 ] |
| 59       | 13/08/2017 | Campeonato Brasileiro                    | Atlético Mineiro    | Fábio Santos            | Gol                |                     | [ 58 ] |
| 60       | 02/10/2017 | Campeonato Brasileiro                    | Ponte Preta         | Lucca                   | Defesa             |                     | [ 59 ] |
| 61       | 19/10/2017 | Campeonato Brasileiro                    | Bahia               | Stiven Mendoza          | Gol                |                     | [ 60 ] |
| 62       | 18/03/2018 | Campeonato Carioca                       | Portuguesa Carioca  | Tiago Amaral            | Defesa             |                     | [ 61 ] |
| 63       | 14/04/2018 | Campeonato Brasileiro                    | Vitória             | Yago                    | Gol                |                     | [ 62 ] |
| 64       | 04/08/2018 | Campeonato Brasileiro                    | Grêmio              | Jael                    | Defesa             |                     | [ 63 ] |
| 65       | 10/01/2019 | Florida Cup de 2019                      | Ajax                | Labyad                  | Gol                | Disputa de pênaltis | [ 64 ] |
| 66       | 10/01/2019 | Florida Cup de 2019                      | Ajax                | Lassina Traoré          | Gol                | Disputa de pênaltis | [ 64 ] |
| 67       | 10/01/2019 | Florida Cup de 2019                      | Ajax                | De Wit                  | Gol                | Disputa de pênaltis | [ 64 ] |
| 68       | 10/01/2019 | Florida Cup de 2019                      | Ajax                | Veltman                 | Chute na trave     | Disputa de pênaltis | [ 64 ] |
| 69       | 10/01/2019 | Florida Cup de 2019                      | Ajax                | Magallán                | Chute p/ Fora      | Disputa de pênaltis | [ 64 ] |
| 70       | 13/03/2019 | Copa Libertadores de 2019                | LDU de Quito        | Intriago                | Defesa             |                     | [ 65 ] |
| 71       | 13/03/2019 | Copa Libertadores de 2019                | LDU de Quito        | Christian Borja         | Gol                |                     | [ 65 ] |
| 72       | 27/03/2019 | Campeonato Carioca                       | Fluminense          | Yony González           | Gol                |                     |        |
| 73       | 26/05/2019 | Campeonato Brasileiro                    | Atlético Paranaense | Marcelo Cirino          | Gol                |                     | [ 66 ] |
| 74       | 17/07/2019 | Copa do Brasil                           | Atlético Paranaense | Jonathan Cícero Moreira | Gol                | Disputa de pênaltis |        |
| 75       | 17/07/2019 | Copa do Brasil                           | Atlético Paranaense | Lucho González          | Gol                | Disputa de pênaltis |        |
| 76       | 17/07/2019 | Copa do Brasil                           | Atlético Paranaense | Bruno Nazário           | Defesa             | Disputa de pênaltis |        |
| 77       | 17/07/2019 | Copa do Brasil                           | Atlético Paranaense | Bruno Guimarães         | Gol                | Disputa de pênaltis |        |
| 78       | 31/07/2019 | Copa Libertadores da América             | Emelec              | Brayan Angulo           | Gol                | Disputa de pênaltis |        |
| 79       | 31/07/2019 | Copa Libertadores da América             | Emelec              | Gabriel Cortez          | Gol                | Disputa de pênaltis |        |
| 80       | 31/07/2019 | Copa Libertadores da América             | Emelec              | Dixon Arroyo            | Defesa             | Disputa de pênaltis |        |
| 81       | 31/07/2019 | Copa Libertadores da América             | Emelec              | Nicolás Queiroz         | Chute no Travessão | Disputa de pênaltis |        |
| 82       | 17/08/2019 | Campeonato Brasileiro                    | Vasco da Gama       | Yago Pikachu            | Defesa             |                     | [ 67 ] |
| 83       | 17/08/2019 | Campeonato Brasileiro                    | Vasco da Gama       | Bruno César             | Defesa             |                     |        |
| 84       | 21/09/2019 | Campeonato Brasileiro                    | Cruzeiro            | Thiago Neves            | Gol                |                     |        |
| 85       | 16/10/2019 | Campeonato Brasileiro                    | Fortaleza           | Bruno Melo              | Gol                |                     |        |
| 86       | 08/07/2020 | Campeonato Carioca - Final da Taça Rio   | Fluminense          | Nenê                    | Gol                | Disputa de pênaltis |        |
| 87       | 08/07/2020 | Campeonato Carioca - Final da Taça Rio   | Fluminense          | Dodi                    | Defesa             | Disputa de pênaltis |        |
| 88       | 08/07/2020 | Campeonato Carioca - Final da Taça Rio   | Fluminense          | Hudson                  | Gol                | Disputa de pênaltis |        |
| 89       | 08/07/2020 | Campeonato Carioca - Final da Taça Rio   | Fluminense          | Michel Araújo           | Defesa             | Disputa de pênaltis |        |
| 90       | 08/07/2020 | Campeonato Carioca - Final da Taça Rio   | Fluminense          | Fernando Pacheco        | Gol                | Disputa de pênaltis |        |
| 91       | 01/12/2020 | Copa Libertadores de 2020 - 8as final    | Racing              | Lisandro López          | Gol                | Disputa de pênaltis |        |
| 92       | 01/12/2020 | Copa Libertadores de 2020 - 8as final    | Racing              | Matías Rojas            | Gol                | Disputa de pênaltis |        |
| 93       | 01/12/2020 | Copa Libertadores de 2020 - 8as final    | Racing              | Leonardo Sigali         | Gol                | Disputa de pênaltis |        |
| 94       | 01/12/2020 | Copa Libertadores de 2020 - 8as final    | Racing              | Carlos Alcaraz          | Gol                | Disputa de pênaltis |        |
| 95       | 01/12/2020 | Copa Libertadores de 2020 - 8as final    | Racing              | Fabricio Domínguez      | Gol                | Disputa de pênaltis |        |
| 96       | 11/04/2021 | Supercopa do Brasil de 2021              | Palmeiras           | Raphael Veiga           | Gol                |                     |        |
| 97       | 11/04/2021 | Supercopa do Brasil de 2021              | Palmeiras           | Raphael Veiga           | Gol                | Disputa de pênaltis |        |
| 98       | 11/04/2021 | Supercopa do Brasil de 2021              | Palmeiras           | Gustavo Gómez           | Gol                | Disputa de pênaltis |        |
| 99       | 11/04/2021 | Supercopa do Brasil de 2021              | Palmeiras           | Gustavo Scarpa          | Gol                | Disputa de pênaltis |        |
| 100      | 11/04/2021 | Supercopa do Brasil de 2021              | Palmeiras           | Luan García             | Defesa             | Disputa de pênaltis |        |
| 101      | 11/04/2021 | Supercopa do Brasil                      | Palmeiras           | Danilo                  | chute na trave     | Disputa de pênaltis |        |
| 102      | 11/04/2021 | Supercopa do Brasil de 2021              | Palmeiras           | Viña                    | Gol                | Disputa de pênaltis |        |
| 103      | 11/04/2021 | Supercopa do Brasil de 2021              | Palmeiras           | Gabriel Menino          | Defesa             | Disputa de pênaltis |        |
| 104      | 11/04/2021 | Supercopa do Brasil de 2021              | Palmeiras           | Gabriel Verón           | Gol                | Disputa de pênaltis |        |
| 105      | 11/04/2021 | Supercopa do Brasil de 2021              | Palmeiras           | Mayke                   | Defesa             | Disputa de pênaltis |        |
| 106      | 19/09/2021 | Campeonato Brasileiro de Futebol de 2021 | Grêmio              | Borja                   | Defesa             |                     |        |

 Brasil
| #                             | Data       | Torneio/Campeonato | Equipe Adversária | Cobrador            | Resultado | Ref.                |
| ----------------------------- | ---------- | ------------------ | ----------------- | ------------------- | --------- | ------------------- |
| Seleção Brasileira de Futebol |            |                    |                   |                     |           |                     |
| 107                           | 18/11/2014 | Amistoso           | Áustria           | Aleksandar Dragović | Gol       | [carece de fontes?] |

#### Quadro Resumo com as Estatísticas de Pênaltis
| Clube              | Pênaltis Contra | Não foram Gols  | Gols Sofridos | Porcentagem Gols Sofridos/Pênaltis Contra |
| ------------------ | --------------- | --------------- | ------------- | ----------------------------------------- |
| Almería            | 18              | 12 (10 defesas) | 6             | 33,3%                                     |
| Valencia           | 39              | 19 (17 defesas) | 20            | 51,28%                                    |
| Flamengo           | 49              | 18 (14 defesas) | 31            | 64,58%                                    |
| Seleção Brasileira | 1               | 0               | 1             | 100%                                      |
| TOTAL              | 107             | 49 (41 Defesas) | 57            | 53,77%                                    |

## Títulos
Atlético Mineiro
- Campeonato Brasileiro - Série B: 2006
- Campeonato Mineiro: 2007

Flamengo
- Campeonato Carioca: 2019, 2020 e 2021
- Copa Libertadores da América: 2019 e 2022
- Campeonato Brasileiro: 2019 e 2020
- Supercopa do Brasil: 2020 e 2021
- Recopa Sul-Americana: 2020
- Copa do Brasil: 2022

Seleção Brasileira
- Medalha de bronze nos Jogos Olímpicos:  2008

### Prêmios Individuais
- Troféu Guará – Revelação do Ano: 2006[68]
- Troféu Telê Santana – Melhor Goleiro: 2007[69]
- Melhor Goleiro do Campeonato Mineiro: 2007[70]
- Goleiro do Mês da La Liga: Janeiro de 2015, Maio de 2015[71][72]
- Defesa mais bonita da La Liga: 2014–15[73]
- Defesa mais bonita da Copa do Brasil: 2019[74]
- Melhor Goleiro da Copa Libertadores da América: 2019[75][76]
- Bola de Prata – Melhor Goleiro: 2019[77]
- Melhor Goleiro da Década da La Liga: 2020[78]

### Recordes e Marcas
- Goleiro com mais pênaltis defendidos na História da La Liga[79][80]
- 3° Goleiro com mais pênaltis defendidos na História[81][82]